# Phragmidium mucronatum
Phragmidium mucronatum är en svampart som först beskrevs av Christiaan Hendrik Persoon, och fick sitt nu gällande namn av Diederich Franz Leonhard von Schlechtendal 1824. Phragmidium mucronatum ingår i släktet Phragmidium och familjen Phragmidiaceae.   Inga underarter finns listade i Catalogue of Life.